# Josep Lluis Raga Nadal
Blahoslavený Josep Lluis Raga Nadal, řeholním jménem Eufrosí María (28. prosince 1913, Ulldecona – 6. října 1936, Barcelona) byl španělský římskokatolický klerik Řádu karmelitánů a mučedník.

## Život
Narodil se 28. prosince 1913 v Ulldeconě. Pokřtěn byl následující den po narození. Krátce po narození mu zemřela matka a již od útlého věku musel pracovat na poli se svým otcem a osmi sourozenci.
Dne 20. ledna 1926 vstoupil do karmelitánského semináře ve Villarreal a 14. července 1930 vstoupil do noviciátu ve městě Onda a přijal jméno Eufrosí María. Roku 1931 složil své časné sliby a 10. listopadu 1935 složil v Olotu své sliby věčné. V Ondě a v Barceloně studoval filosofii a v Olotu teologii. Dne 6. června 1936 byl v Barceloně vysvěcen na podjáhna.
Po vypuknutí náboženského pronásledování byla jeho komunita v Olotu rozpuštěna a 27. července 1936 odešel do Barcelony a následně pro vlastní bezpečí do Ulldecony. Velmi brzo na to se vrátil zpět do Barcelony, kde se snažil o útěk do Francie. Měl
nápad, usnadnit si únik ze země nabídnutím se k ostraze hranic, avšak to mu nevyšlo. Dne 3. října byl zadržen Iberskou anarchistickou federací v domě Luíse Torrase, který jej přivítal s dalšími karmelitány. Byl zastřelen 6. října na tajném hřbitově a pohřben ve společném hrobu.
Je popisován jako robustní a statečný mladý muž s energickým charakterem, upřímný, veselý, velmi milovaný svými spolubratry. Vynikal misionářskou horlivostí, pevnou eucharistickou zbožností a oddaností Nejsvětější Panně, svaté Terezii od Dítěte Ježíše a Svatému škapulíři.

## Proces blahořečení
Jeho proces blahořečení byl zahájen roku 1959 v arcidiecézi Barcelona spolu s dalšími patnácti karmelitánskými spolubratry a jednou řeholnicí.
Dne 26. června 2006 uznal papež Benedikt XVI. jejich mučednictví. Blahořečeni byli 28. října 2007.